# Leonid Pasternak
Leonid Ósipovich Pasternak (nacido como Yitzhok-Leib, o Isaak Iósifovich, Pasternak; en ruso: Леонид Осипович Пастернак, el 4 de abril de 1862 - el 31 de mayo de 1945) fue un pintor posimpresionista ruso. También fue el padre del escritor Borís Pasternak.

## Biografía
Leonid Pasternak nació en Odesa en la familia de un posadero judío el 4 de abril de 1862. Fue el más joven de los seis niños en su familia. Empezó a dibujar cuando tenía muy pocos años, pero su familia trató de convencerlo de que no dibujara, porque tenían miedo de que su dibujo afectara sus estudios. Su primer patrocinador fue su barrendero quien empezó a comprar el arte de Pasternak cuando Leonid tenía siete años.
De 1881 hasta 1885, Leonid estudió en la Universidad de Moscú, en primer lugar en la Facultad de Medicina, y después en la Facultad de Derecho. Finalmente decidió dedicar su vida al arte y entró en la Academia de Bellas Artes de Múnich del cual se hizo licenciado en 1887. Volvió a Rusia, sirvió los dos años obligatorios en el ejército y en 1889 empezó su carrera como un pintor de jornada completa.

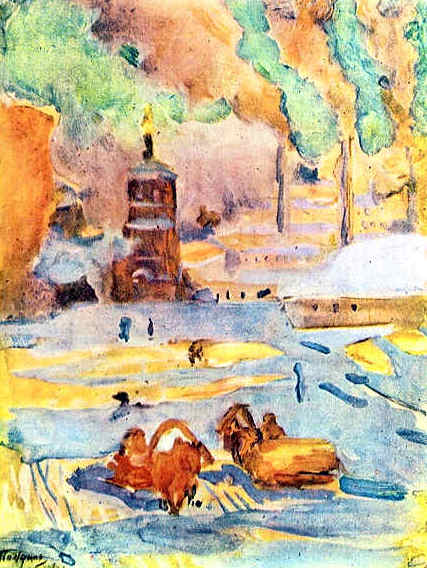
Moscú durante el invierno, 1912.

Al comienzo de su carrera tuvo mucho éxito. La primera pintura que expuso fue comprada por Pável Tretyakov, el patrocinador de arte más importante en Rusia en ese momento. En poco tiempo se convirtió en un pintor conocido y socio del círculo así llamado Vasili Polénov, que incluyó Valentín Serov, Isaac Levitán, Mijaíl Nésterov y Konstantín Korovin. En 1889 se casó con la pianista Rosa Isidórovna Kaufman, la hija de Isidor Kaufman, un fabricante adinerado judío.
Los recién casados se trasladaron a Moscú y en 1890 tuvieron su primer hijo, el futuro escritor y poeta Borís Pasternak.
Leonid Pasternak fue uno de los primeros pintores rusos quien se consideró como un posimpresionista. En Rusia durante los años 1880 y 1890 una tal proclamación fue suficiente original para llamar atención a un artista. También Leonid fue miembro del movimiento Peredvízhniki y próximo a la unión de pintores Mir iskusstva (Mundo del arte).
Fue amigo de León Tolstói, vivía en Yásnaya Polyana durante unos meses y pintó muchos retratos del gran escritor, también ilustró sus novelas Guerra y paz y Resurrección. Ganó una medalla en la Exposición Universal en París por sus ilustraciones de las novelas de Tolstói.
Pasternak fue nombrado miembro de la Academia Imperial de las Artes en 1905, y desde 1894 enseñó en la Escuela de Pintura, Escultura y Arquitectura de Moscú (luego Vjutemás).
En 1921, Pasternak necesitó una cirugía en un ojo que fue realizada en Berlín. Viajó allí con su mujer y las dos hijas, dejando sus hijos, Borís y Aleksandr, en Rusia. Después de la cirugía, decidió no volver a Rusia, quedándose en Berlín hasta 1938 cuando se refugió de los Nazis en el Reino Unido. Murió en Oxford el 31 de mayo de 1945.
Según la carta de Leonid Pasternak al poeta Jaim Najman Biálik escrita en 1923, los Pasternak descendían del teólogo y comentarista bíblico Isaac Abravanel.

## Obras

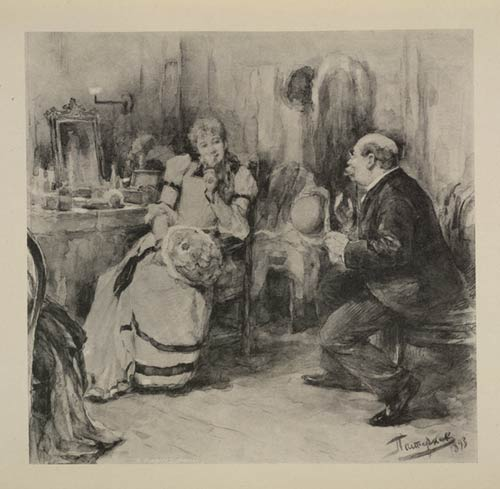
En el vestidor. 1893
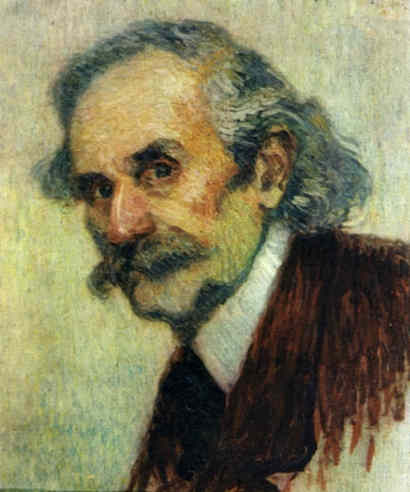
Director de orquesta Václav Suk. 1898
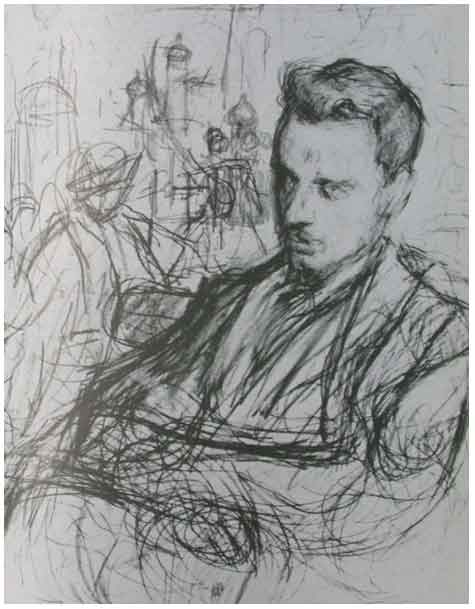
Rainer Maria Rilke. Circa 1900.
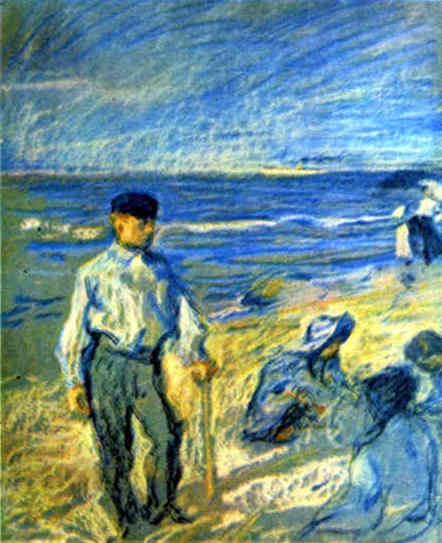
Isla Rügen, 1906
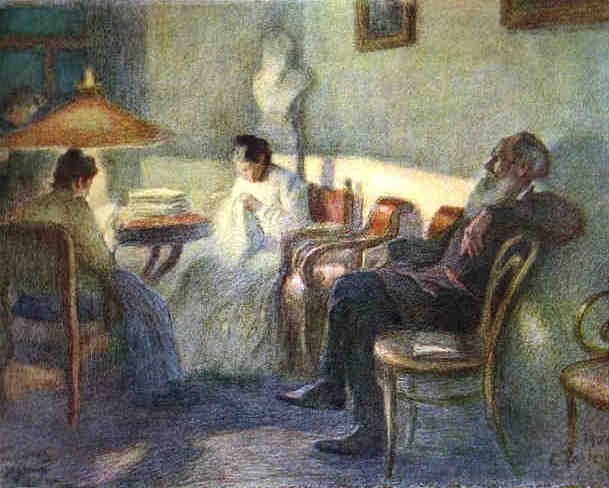
Bajo una lámpara. (León Tolstói en su círculo familiar.) 1902
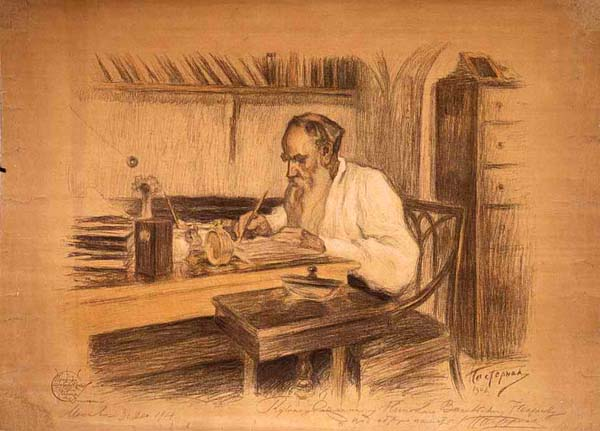
León Tolstói, 1908
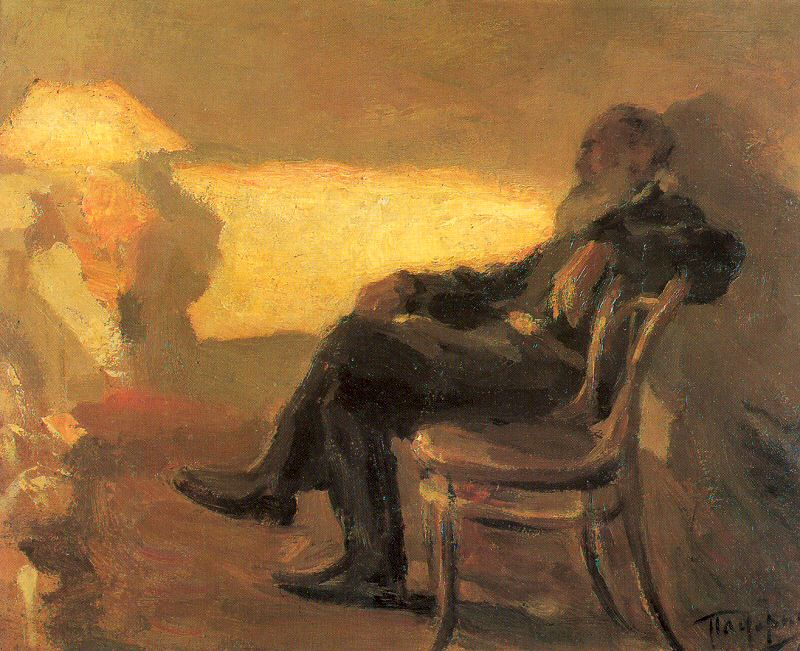
León Tolstói.
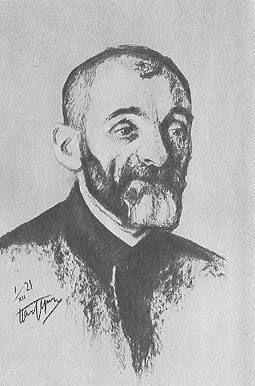
El filósofo Lev Shestov, 1910
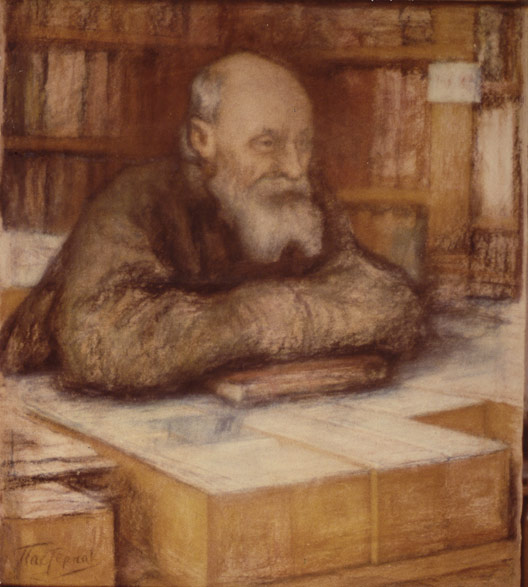
El filósofo Nikolái Fiódorov.
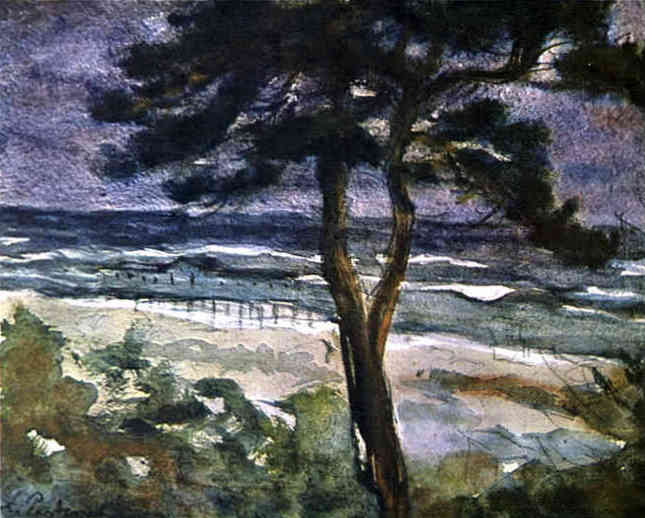
Pinos y el mar. 1910
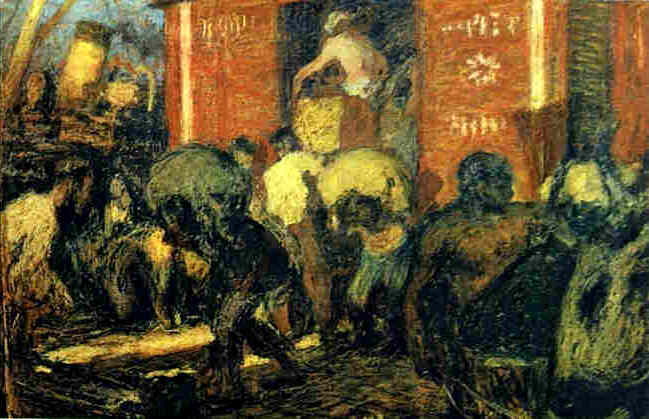
Descargando un vagón. El puerto de Odessa. 1911
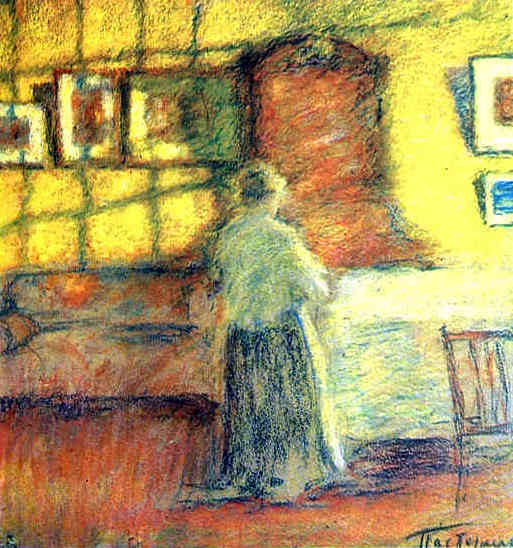
Un rayo de sol
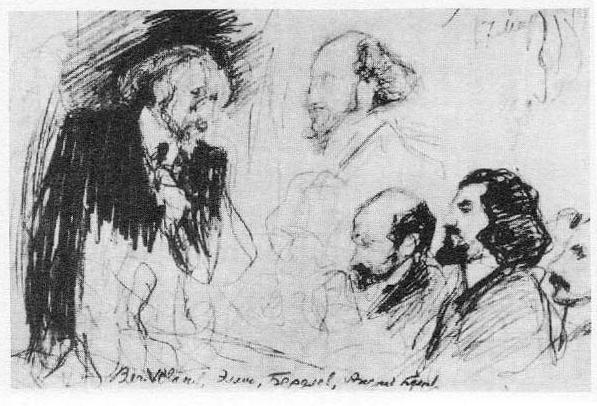
Viacheslav Ivánov, Lev Kobilinski-Ellis, Nikolái Berdiáyev (de pie) y Andréi Bely
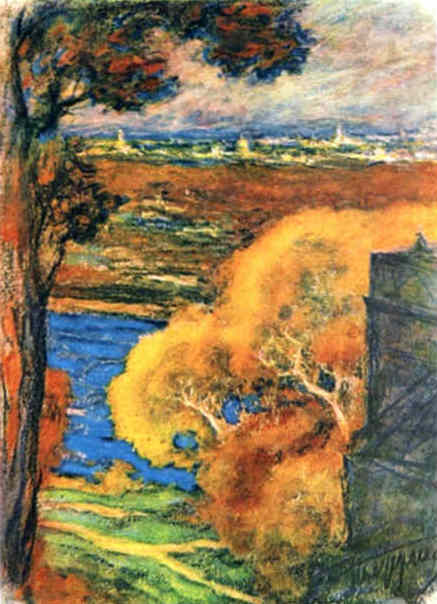
El otoño dorado. (Colinas Vorobiovy en Moscú).
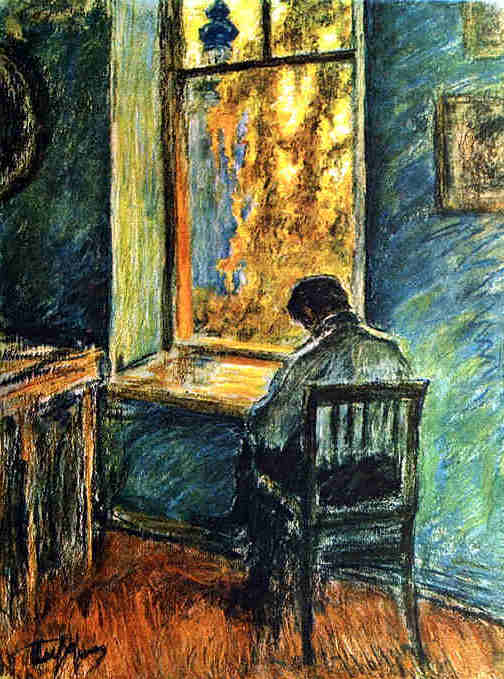
En la ventana, otoño. 1913
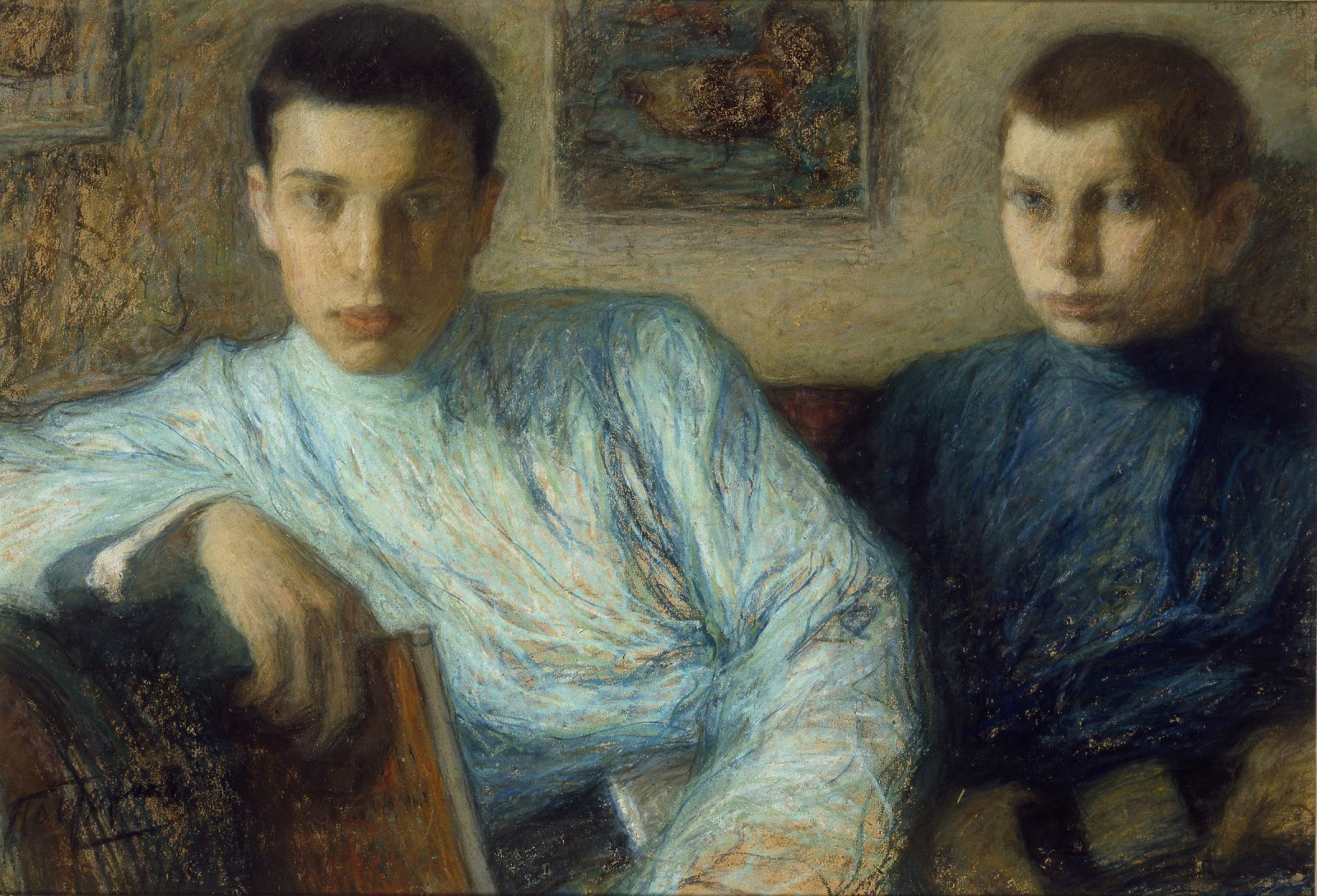
Hijos Borís y Aleksandr
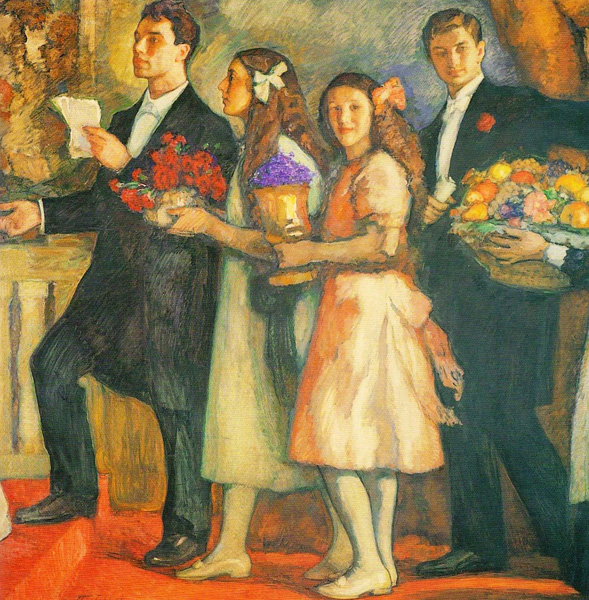
Hijos Borís, Josefina, Lydia y Aleksandr. 1914
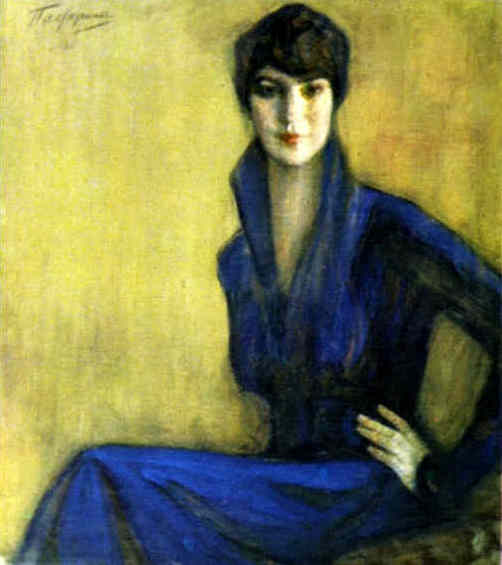
E. Lévina. 1916
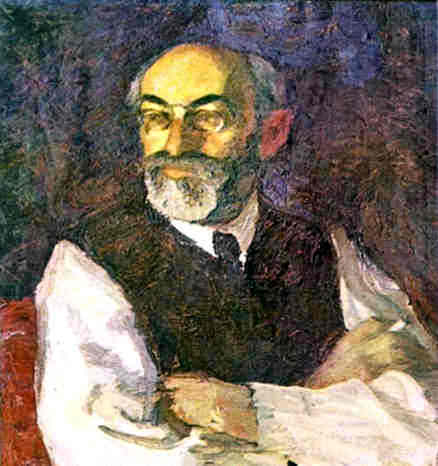
El pensador e historiador Mijaíl Guershenzón. 1917
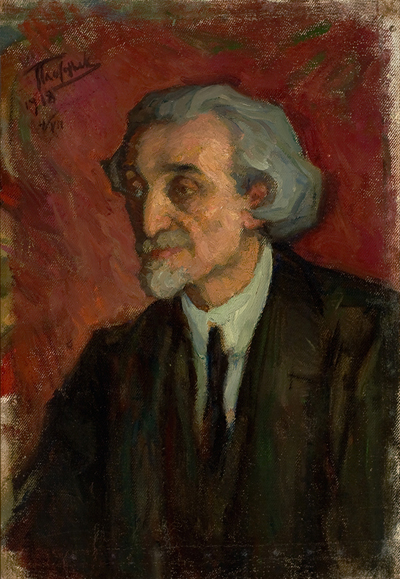
El etnógrafo Shloime Anski. 1918
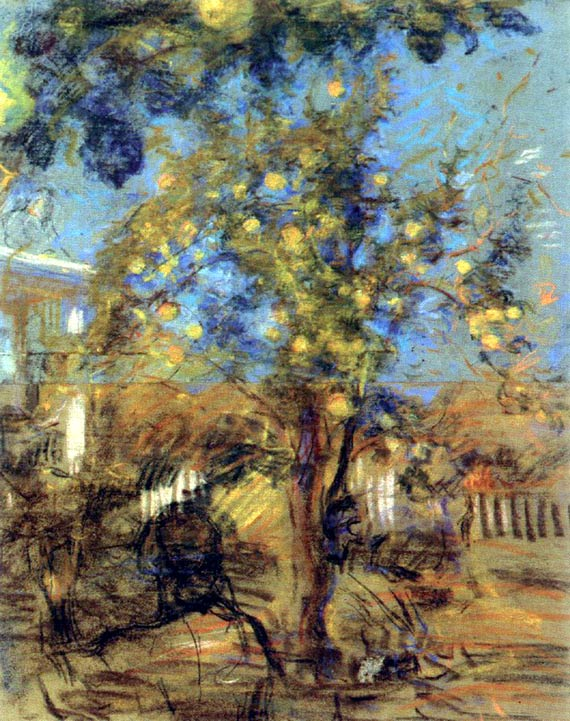
Recogiendo manzanas. 1918
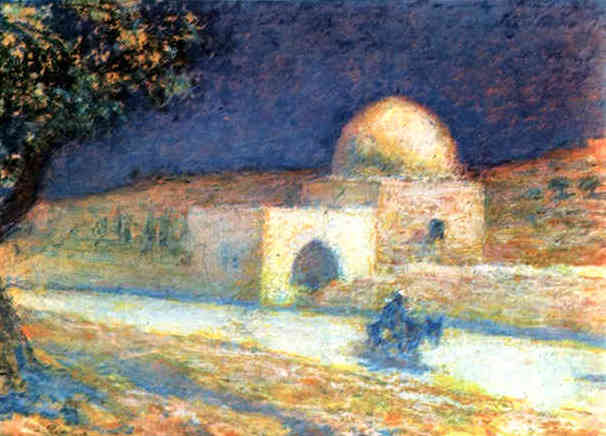
Palestina. El calor y un burro. 1924